# Lasioglossum arabs
Lasioglossum arabs är en biart som först beskrevs av Pérez 1907.  Lasioglossum arabs ingår i släktet smalbin, och familjen vägbin. Inga underarter finns listade i Catalogue of Life.